# Veritas IPSA
Em 1537, a Igreja condenou a escravização dos indígenas da America (as "partes Occidentaes") e da Africa ("os do Meio-Dia") pela bula "Veritas IPSA", do Papa Paulo III. 

Segue a bula de Paulo III, na ortografia do português antigo.